# Virgin Galactic
Virgin Galactic es una empresa dentro de Virgin Group de Sir Richard Branson que planea proporcionar vuelos espaciales suborbitales tripulados, lanzamientos suborbitales para misiones científicas y lanzamientos orbitales para satélites pequeños.
En el futuro Virgin Galactic planea ofrecer también vuelos orbitales.
.El fundador de Virgin Galactic, Richard Branson tenía inicialmente finales de 2009 como fecha del primer vuelo suborbital.
El 13 de diciembre de 2018, la SpaceShipTwo hizo historia al despegar de California y alcanzar una altura de 82,7 km de altura, con lo cual la empresa se convierte en la primera en lograr un vuelo comercial tripulado al espacio según la NASA.
El 11 de julio de 2021 se produjo el primer viaje espacial de Virgin Galactic, con el propio Branson a bordo, llegando a las puertas del espacio y adelantándose a los principales competidores de vuelos espacios privados: Jeff Bezos (Amazon) y Elon Musk (SpaceX), como informaba la BBC

## Historia

### Fundación y primeras actividades
Virgin Galactic fue fundada en 2004 por el empresario británico Richard Branson, que había fundado previamente la aerolínea Virgin Atlantic y Virgin Group.

### The Spaceship Company
The Spaceship Company (TSC) es una empresa de producción aeroespacial, originalmente fundada por Virgin Group y composites para construir naves espaciales comerciales. Desde el momento de la formación del TSC en 2005 Virgin Galactic pagó para la construcción de 5 SpaceShipTwo y 2 WhiteKnightTwo;. La producción de estos vehículos empezó en 2008. En julio de 2014, TSC estaba a la mitad de la realización de un segundo SpaceShipTwo, y había comenzado la construcción de un segundo WhiteKnightTwo.

### Inicio de los vuelos de prueba
En julio de 2008, Richard Branson predijo que el primer viaje espacial se llevaría a cabo dentro de 18 meses.
En octubre de 2009, Virgin Galactic anunció que los vuelos iniciales tomarían lugar desde el Spaceport America "dentro de dos años
Más tarde ese año, Scaled Composites anunció que los primeros vuelos tanto de la SpaceShipTwo como de White Knight Two sería a principios de 2010. Ambos volaron juntos en marzo de 2010.
La credibilidad de las promesas anteriores de las fechas de lanzamiento se puso en cuestión en octubre de 2014 por su presidente ejecutivo, George Whitesides, cuando le dijo al periódico "The Guardian": "Hemos cambiado drásticamente como empresa. Cuando me uní en 2010 éramos principalmente una organización de marketing. Ahora podemos diseñar, construir, probar y volar un motor de cohete por nosotros mismos y todo en Mojave, creo que no se hace en ninguna otra parte del planeta ".
El 7 de diciembre de 2009, la SpaceShipTwo fue presentada en el Puerto Espacial de Mojave. Branson dijo a las 300 personas que asistieron, cada uno de los cuales habían reservado paseos en 200.000 dólares, que los vuelos comenzarían "en 2011". Sin embargo, en abril de 2011, Branson anunció nuevos retrasos, diciendo "espero que dentro 18 meses a partir de ahora, vamos a estar sentados en nuestra nave espacial y se dirigía hacia el espacio".
El tercer vuelo de prueba propulsado de la SpaceShipTwo se llevó a cabo el 10 de enero de 2014 y probo con éxito sistema de la nave espacial de control de reacción (RCS) y la capa de protección térmica recién instalada en los fuselajes de cola del vehículo. El CEO de Virgin Galactic, George Whitesides dijo: "Estamos cada vez más cerca de nuestro objetivo de iniciar el servicio comercial en 2014".
En noviembre de 2015, Richard Branson anunció que la nueva versión de la nave SpaceShip Two estaba lista y comenzaría con las pruebas en febrero de 2016, con miras a arrancar los vuelos comerciales durante ese mismo año.
El 26 de julio de 2018, la SpaceShipTwo despegó limpiamente del portaaviones VMS Eve, encendió su motor de cohetes y se propulsó superando Mach 2. La utilización planeada de los propulsores durante 42 segundos permitió a los pilotos Dave Mackay y Mike "Sooch" Masucci llevar la nave a través de la estratosfera y entrar por primera vez en la mesosfera a 52 kilómetros de altitud a Mach 2,47. La capa de la atmósfera terrestre en la que penetró, la mesosfera, se sitúa por encima de la estratosfera, a donde suelen llegar los globos meteorológicos, y de la troposfera, en la que vuelan los aviones comerciales.

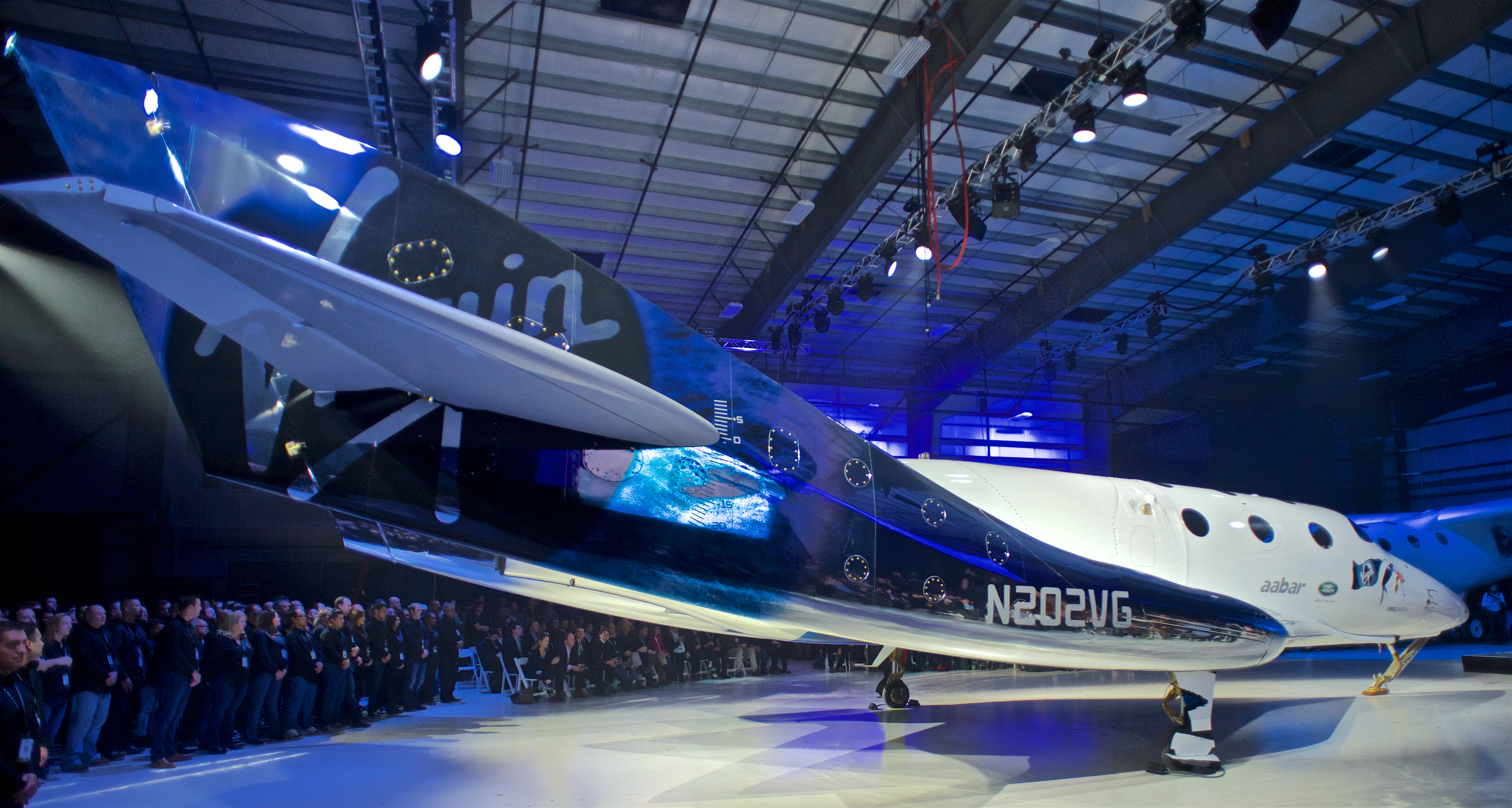
Virgin Galactic Unity 22, el vehículo en el que el propio Richard Branson orbitó unos minutos por el espacio en el año 2021.

El 13 de diciembre de 2018, la SpaceShipTwo hizo historia al despegar de California y alcanzar una altura de 82,7 km de altura, con lo cual la empresa se convierte en la primera en lograr un vuelo comercial tripulado al espacio según la NASA. La nave logró esa altitud luego de que despegara ensamblada a otro avión, del cual se desprendió para seguir elevándose una velocidad 2,9 veces más rápida que la del sonido. Sin embargo esto generó un debate debido a que en todo el mundo (menos Estados Unidos) se considera que el espacio está definido por la línea de Karman que separa el espacio exterior, la cual se encuentra a 100 km de altura, por lo cual si se toma esta medida la nave no ha entrado en el espacio exterior. Sin embargo si se utiliza la medida de la NASA, que es 20 km menor —es decir, 80 km de altura—, esta nave sí llegó al espacio exterior.

## Accidentes
El 31 de octubre de 2014, la nave SpaceShip Two se estrelló en el desierto de Mojave, California. Falleció el copiloto Michael Alsbury de 39 años de edad. El comandante de 43 años Pete Siebold, sobrevivió al conseguir saltar en paracaídas, pero tuvo heridas graves.
Ambos pilotos participaron en el proyecto Tier 1 de Scaled Composites, SpaceShipOne. Dicho accidente provocó que todo se retrasara nuevamente, incluso se pensó que el proyecto sería cancelado.

## Reservas
En 2008, Virgin Galactic ya tenía recaudados 30 millones de dólares en reservas.
Aunque el depósito inicial era de 200.000 dólares para las primeras 100 personas en volar, las siguientes 400 pagarán un depósito de 100.000 y 175.000; después todos los pasajeros pagarán cada uno 20.000 dólares.
Entre las primeras personas que le propusieron a Branson viajar al espacio fue la cantante Lady Gaga, el actor William Shatner, el diseñador Philippe Starck, el exguitarrista de Jane's Addiction y Red Hot Chili Peppers Dave Navarro, la estrella de Alien Sigourney Weaver, el director hollywoodense Bryan Singer, el músico Moby, Paris Hilton, y el empresario chileno Leonardo Farkas, el astrofísico Stephen Hawking (anunció el 8 de enero de 2007 sus planes para hacer su vuelo suborbital en 2009)., También, el propio Richard Branson y algunos de sus familiares volaran al espacio en el primer vuelo comercial de VSS Enterprise en 2009, antes que cualquier persona. En 2006, Richard Branson ofreció al actor William Shatner un viaje gratis al primer vuelo espacial lanzado en 2008, ahorrándole a Shatner $200,000; sin embargo, Shatner no lo aceptó, y dijo, "Sí quiero ir ahí arriba, pero necesito que me garanticen que regresaré".
En marzo de 2005, Doug Ramsberg, un local de Northglenn, Colorado, ganó un vuelo gratis suborbital a bordo de Virgin Galactic, en un sorteo de Volvo auspiciado por Virgin. En septiembre de 2006, Alan Watts, un empresario británico, indicó que pudo canjear dos millones de millas de viajero frecuente para un billete a bordo del vuelo espacial de Virgin Galactic en 2009.
Virgin Galactic confirmó en octubre de 2008 que ellos habían rechazado una oferta, recibida durante el Congreso Internacional de Astronáutica, de 1 millón de dólares por parte de una empresa desconocida para rodar una película pornográfica en uno de sus vuelos.